# Televisão na Geórgia
A televisão na  Geórgia  foi introduzida em 1956, quando o país ainda era oficialmente denominado República Socialista Soviética da Geórgia.

## Lista de canais
Esta é uma lista de canais de televisão que transmitem da Geórgia, em georgiano.

### Público
| Nome                                                                  | Proprietário                | Estabelecido |
| --------------------------------------------------------------------- | --------------------------- | ------------ |
| First Channel (1TV)                                                   | Georgian Public Broadcaster | 1956         |
| Second Channel (2TV)                                                  | Georgian Public Broadcaster | 1991         |
| Primeira TV caucasiana (em russo: Первый Кавказский) (canal em russo) | Georgian Public Broadcaster | 2010         |

### Privado
| Nome                                    | Proprietário                   | Estabelecido |
| --------------------------------------- | ------------------------------ | ------------ |
| Adjara TV (Georgiano: აჭარის ტელევიზია) | –                              | 1987         |
| Rustavi 2 (Georgiano: რუსთავი 2)        | Rustavi 2 Broadcasting Company | 1994         |
| Maestro TV (Georgiano: მაესტრო)         | –                              | 1995         |
| Imedi TV                                | Imedi Media Holding            | 2003         |
| TV 9                                    | –                              | 1995         |